# 300勝クラブ
300勝クラブ（さんびゃくしょうクラブ、英語: 300 win club）とはメジャーリーグベースボールにおいて、通算300勝以上を達成した投手の集団。現在24人が達成している。通算300勝の達成は、投手のアメリカ野球殿堂入りの基準の一つとされ、薬物疑惑のロジャー・クレメンスを除いて全員が殿堂入りしている。

## 歴史
300勝クラブは1888年にパッド・ガルヴィンが300勝を達成したことで始まった。19世紀の間にはガルヴィンを含め6人の投手がメンバー入りし、1901年にサイ・ヤングもメンバーとなっている。この時代は2人の優れた投手による先発ローテーション制が一般的で、好投手が勝利を得る機会は現在よりも非常に多かった。その後1924年までに4人が達成している。
しかし1925年から1981年の間に300勝を達成した投手はたった3人だった（そのうちアーリー・ウィンとレフティ・グローブの2人は現役最後の勝利で達成）。これは1921年のスピットボールの廃止や、第二次世界大戦が原因となっている（第二次世界大戦が原因で300勝達成できなかった投手として、ボブ・フェラーやレッド・ラフィングが挙げられる）。またベーブ・ルースの台頭により本塁打が試合の重要な部分を占めるようになり、この当時から投手有利の時代ではなくなっている。同時に1920年代には投手4人の先発ローテーション制が確立されている。
1982年から1990年の間に300勝クラブは6人の新たなメンバーを迎えている。これは1970年代中盤から始まるフリーエージェント時代の結果と推測される。フリーエージェント制度は選手の年俸を引き上げ、多くの高齢の投手が以前よりも現役にとどまることを促進させた。もう1つの要因はトレーニング方法とスポーツ医学が発達し、選手の体のレベルをより長く維持できるようになったことである。先発5人によるローテーションの普及により、先発投手の負担が軽減されたことも300勝投手増加につながった。
その後10年以上300勝投手は現れなかったが、2003年から2009年に同年代の4投手が相次いでメンバーに加わった。

## メンバー
凡例
| dagger | アメリカ野球殿堂入り | double-dagger | 現役選手 |

| 順位 | 投手                     | 勝利数 | 300勝達成日   | 達成したチーム                 | 達成年齢 | 最多勝獲得回数 |
| ---- | ------------------------ | ------ | ------------- | ------------------------------ | -------- | -------------- |
| 1    | サイ・ヤング             | 511    | 1901年7月3日  | ボストン・レッドソックス       | 34       | 5              |
| 2    | ウォルター・ジョンソン   | 417    | 1920年5月14日 | ワシントン・セネタース         | 32       | 6              |
| 3    | ピート・アレクサンダー   | 373    | 1924年9月20日 | シカゴ・カブス                 | 37       | 6              |
| 4    | クリスティ・マシューソン | 373    | 1912年6月28日 | ニューヨーク・ジャイアンツ     | 32       | 4              |
| 5    | パッド・ガルヴィン       | 365    | 1888年6月4日  | ピッツバーグ・パイレーツ       | 31       | 0              |
| 6    | ウォーレン・スパーン     | 363    | 1961年8月11日 | ミルウォーキー・ブレーブス     | 40       | 8              |
| 7    | キッド・ニコルズ         | 361    | 1900年9月7日  | ボストン・ビーンイーターズ     | 30       | 3              |
| 8    | グレッグ・マダックス     | 355    | 2004年8月7日  | シカゴ・カブス                 | 38       | 3              |
| 9    | ロジャー・クレメンス     | 354    | 2003年6月13日 | ニューヨーク・ヤンキース       | 40       | 4              |
| 10   | ティム・キーフ           | 342    | 1890年6月4日  | ニューヨーク・ジャイアンツ     | 33       | 2              |
| 11   | スティーブ・カールトン   | 329    | 1983年9月23日 | フィラデルフィア・フィリーズ   | 38       | 4              |
| 12   | ジョン・クラークソン     | 328    | 1892年9月21日 | クリーブランド・スパイダーズ   | 31       | 3              |
| 13   | エディ・プランク         | 326    | 1915年9月11日 | セントルイス・テリアズ         | 39       | 0              |
| 14   | ノーラン・ライアン       | 324    | 1990年7月31日 | テキサス・レンジャーズ         | 43       | 0              |
| 15   | ドン・サットン           | 324    | 1986年6月18日 | カリフォルニア・エンゼルス     | 41       | 0              |
| 16   | フィル・ニークロ         | 318    | 1985年10月6日 | ニューヨーク・ヤンキース       | 46       | 2              |
| 17   | ゲイロード・ペリー       | 314    | 1982年5月6日  | シアトル・マリナーズ           | 43       | 3              |
| 18   | トム・シーバー           | 311    | 1985年8月4日  | シカゴ・ホワイトソックス       | 40       | 3              |
| 19   | チャールズ・ラドボーン   | 309    | 1891年5月14日 | シンシナティ・レッズ           | 36       | 2              |
| 20   | ミッキー・ウェルチ       | 307    | 1890年8月11日 | ニューヨーク・ジャイアンツ     | 31       | 0              |
| 21   | トム・グラビン           | 305    | 2007年8月5日  | ニューヨーク・メッツ           | 41       | 5              |
| 22   | ランディ・ジョンソン     | 303    | 2009年6月4日  | サンフランシスコ・ジャイアンツ | 45       | 1              |
| 23   | レフティ・グローブ       | 300    | 1941年7月25日 | ボストン・レッドソックス       | 41       | 4              |
| 24   | アーリー・ウィン         | 300    | 1963年7月13日 | クリーブランド・インディアンス | 43       | 2              |

- は現役投手（2024年現在ではいない）
- 2024年シーズン終了時

## 達成が近い現役投手
| 投手                       | 勝利数 | チーム                   | 年齢 | 最多勝 獲得回数 |
| -------------------------- | ------ | ------------------------ | ---- | --------------- |
| ジャスティン・バーランダー | 262    | ヒューストン・アストロズ | 41   | 4               |

- データは2024年シーズン終了時

## 400勝達成者
400勝達成者はサイ・ヤングとウォルター・ジョンソンの2人のみ。

### 達成者
| 選手                   | 勝利数 | 400勝達成日   | 達成年齢 | 達成時の在籍チーム       |
| ---------------------- | ------ | ------------- | -------- | ------------------------ |
| サイ・ヤング           | 511    | 1904年9月20日 | 37       | ボストン・レッドソックス |
| ウォルター・ジョンソン | 417    | 1926年4月27日 | 38       | ワシントン・セネタース   |